# Villa Comaltitlán (kommun)
Villa Comaltitlán är en kommun i Mexiko.   Den ligger i delstaten Chiapas, i den sydöstra delen av landet, 800 km sydost om huvudstaden Mexico City.
Följande samhällen finns i Villa Comaltitlán:
- Villa Comaltitlán
- Cantón Santa Cruz la Unión
- Nuevo Brasil
- Cantón el Progreso
- Manuel Ávila Camacho
- Zapaluta
- Doctor Francisco Rellero
- Barrio Nuevo
- Libertad
- Santo Domingo
- Altamira Uno
- Cantón los Tocayos
- La Flor Lote Uno
- Cantón Ignacio Zaragoza
- 23 de Enero
- Paxtal
- San Miguel
- Las Murallas
- Medio Camino
- 15 de Enero
- Bruno Gómez
- Saltillito
- Cantón el Porvenir
- Cinco de Marzo
- Fracción la Unidad Número Dos
- El Mulatal
- Siete Piedras
- Chapingo
- Fracción la Unidad Número Uno